# Hacks
Hacks är en amerikansk drama- och komediserie vars första säsong hade premiär den 13 maj 2021 på HBO Max.
Serien har sänt i fyra säsonger och i samband med den fjärde säsongsavslutningen meddelade Max att serien fått kontrakt på ytterligare en säsong.
Hacks är skapad av Lucia Aniello, Paul W. Downs och Jen Statsky, som också skrivit seriens manus. I huvudrollerna finns Jean Smart och Hannah Einbinder. Serien har mött god kritik och bland annat vunnit nio Emmy Awards och två Golden Globe Awards.

## Handling
Serien kretsar kring den legendariska komikern Deborah Vance (Smart), som är mentor till Ava (Einbinder) och som bistår med att skriva manus till Deborahs nya show. I utbyte hjälper Deborah Ava med hennes personliga problem.

## Rollista i urval
- Jean Smart – Deborah Vance
- Hannah Einbinder – Ava Daniels
- Carl Clemons-Hopkins – Marcus
- Kaitlin Olson – Deborah "DJ" Vance Jr.
- Christopher McDonald – Marty Ghilain
- Paul W. Downs – Jimmy LuSaque
- Mark Indelicato – Damien
- Rose Abdoo – Josefina
- Megan Stalter – Kayla
- Poppy Liu – Kiki
- Johnny Sibilly – Wilson
- Jane Adams – Nina Daniels
- Lorenza Izzo – Ruby
- Luenell – Miss Loretta
- Joe Mande – Ray
- Lauren Weedman – Madam Mayor Pezzimenti
- Jefferson Mays – T.L. Gurley
- Jeff Ward – George
- Paul Felder – Aidan
- Louis Herthum – Dennis Daniels
- Anna Maria Horsford – Francine
- Ming-Na Wen – Janet Stone
- Laurie Metcalf – "Weed"/Alice
- Wayne Newton – sig själv
- Margaret Cho – sig själv
- Harriet Harris – Susan
- Susie Essman – Elaine Carter
- Devon Sawa – Jason